# Галтон-Гіллс
Галтон-Гіллс (англ. Halton Hills) — містечко в провінції Онтаріо у Канаді в регіональному муніципалітеті Галтон. Налічує 59 008 мешканців (2011). Загальна площа — 276,26 км².
Галтон-Гіллс — частина промислового району, відомого як «Золота підкова».